# Larisa Cerić
Larisa Cerić (Travnik, 26 de enero de 1991) es una deportista bosnia que compite en judo.
Ganó dos medallas en el Campeonato Mundial de Judo, plata en el 2017 y bronce en 2018, y cuatro medallas en el Campeonato Europeo de Judo entre los años 2014 y 2019. En los Juegos Europeos de Minsk 2019 obtuvo una medalla de plata en la categoría de +78 kg.
Fue la abanderada de Bosnia y Herzegovina en la ceremonia de apertura de los Juegos Olímpicos de París 2024 junto con el atleta Mesud Pezer.

## Palmarés internacional
| Campeonato Mundial | Campeonato Mundial    | Campeonato Mundial | Campeonato Mundial |
| Año                | Lugar                 | Medalla            | Categoría          |
| ------------------ | --------------------- | ------------------ | ------------------ |
| 2017               | Marrakech (Marruecos) | Medalla de plata   | Abierta            |
| 2018               | Bakú (Azerbaiyán)     | Medalla de bronce  | +78 kg             |
| Juegos Europeos    |                       |                    |                    |
| Año                | Lugar                 | Medalla            | Categoría          |
| 2019               | Minsk (Bielorrusia)   | Medalla de plata   | +78 kg             |
| Campeonato Europeo |                       |                    |                    |
| Año                | Lugar                 | Medalla            | Categoría          |
| 2014               | Montpellier (Francia) | Medalla de plata   | +78 kg             |
| 2017               | Varsovia (Polonia)    | Medalla de bronce  | +78 kg             |
| 2018               | Tel Aviv (Israel)     | Medalla de plata   | +78 kg             |
| 2019               | Minsk (Bielorrusia)   | Medalla de plata   | +78 kg             |